# Eungellahonungsfågel
Eungellahonungsfågel (Bolemoreus hindwoodi) är en fågel i familjen honungsfåglar inom ordningen tättingar.

## Utbredning och systematik
Fågeln förekommer i regnskog i centrala Queensland (Clarke Range). Den behandlas som monotypisk, det vill säga att den inte delas in i några underarter.

## Status
IUCN kategoriserar arten som nära hotad.